# Klompschoen

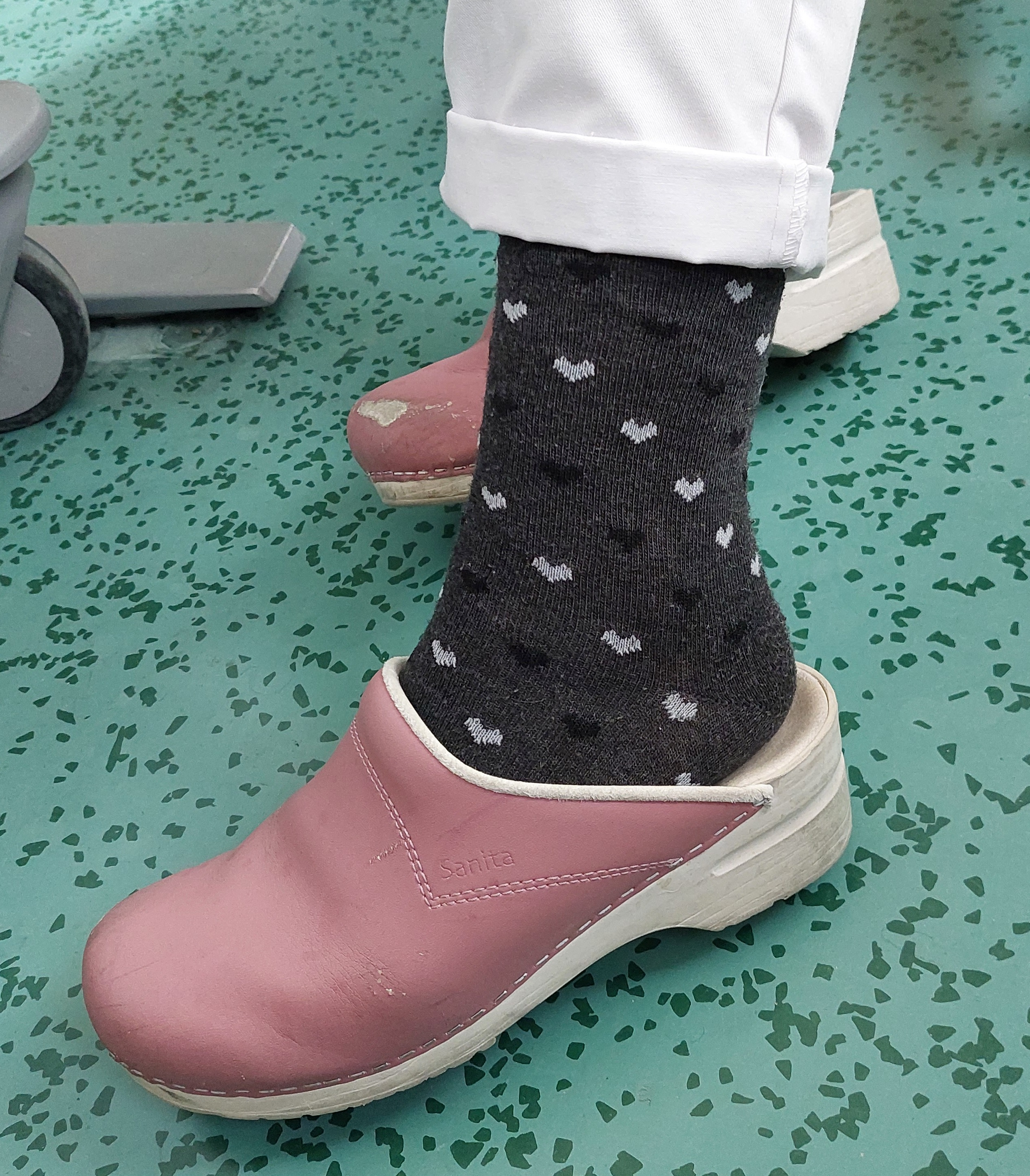
Klompschoen gebruikt op een verpleegafdeling van een ziekenhuis.

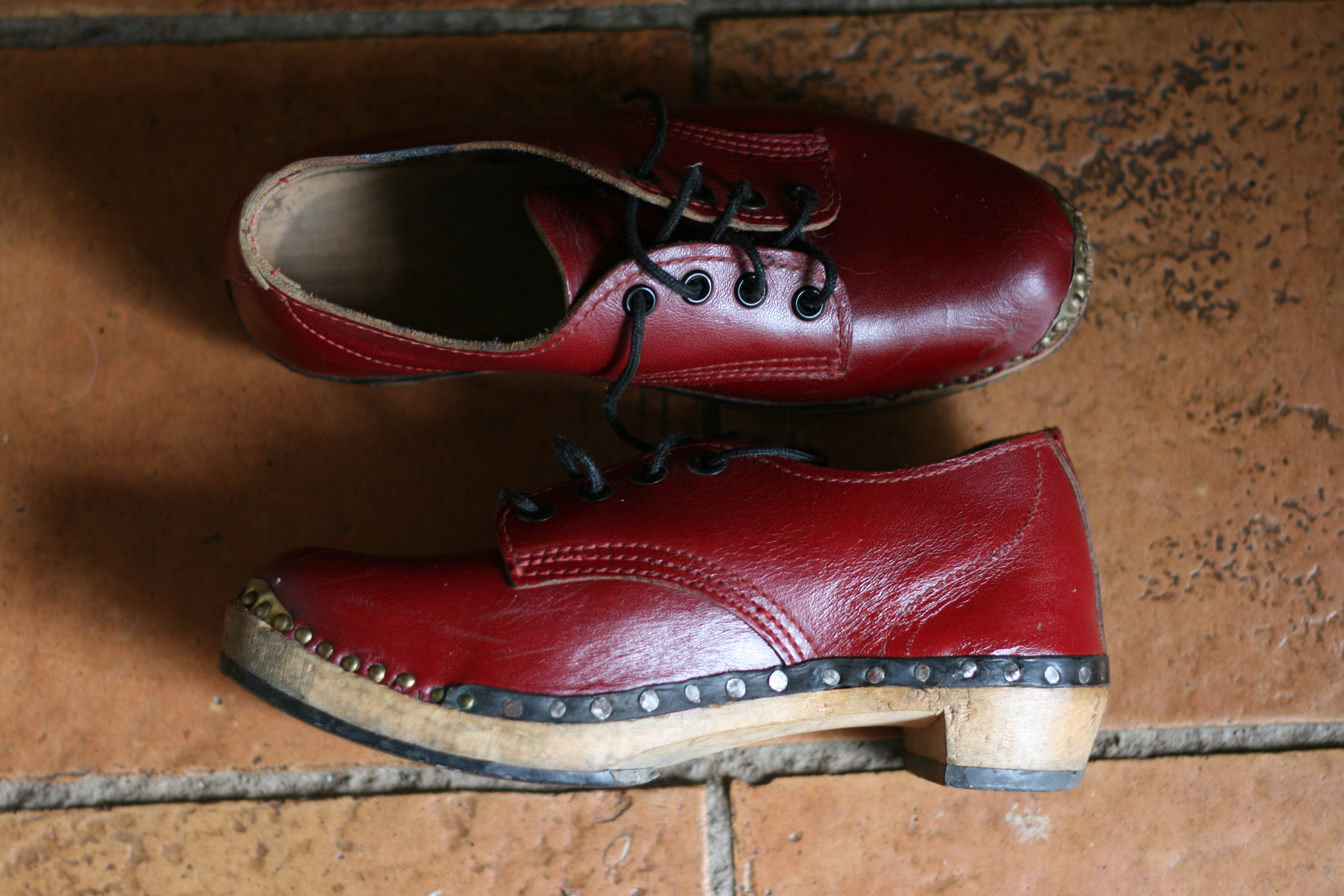
Engelse "clogs" met houten zolen

Een klompschoen is een soort schoeisel waarvan de zool en de hak van hout of ander hard materiaal zijn gemaakt. Klompschoenen worden gebruikt in veel delen van de wereld. De vorm kan per cultuur verschillen, maar binnen een cultuur bleven ze vaak eeuwenlang onveranderd. De traditionele Nederlandse klompen zijn geheel van hout en worden gemaakt door een stuk hout uit te hollen. Andere types klompschoenen hebben een van ander materiaal gemaakte bovenkant, zoals leer, textiel, kunststof, etc.  
Traditionele klompen zijn nog steeds in in gebruik als beschermend schoeisel in de landbouw en in sommige fabrieken en mijnen. Hoewel ze soms negatief worden geassocieerd met goedkoop en folkloristisch schoeisel van boeren en de arbeidersklasse, worden sommige soorten als modekleding beschouwd, zoals de Zweedse träskor of de Japanse geta.
Klompschoenen worden ook gebruikt in verschillende dansstijlen, waarbij een belangrijk kenmerk het geluid is dat ze maken als ze op de vloer terechtkomen. Klompendansen zijn de oorsprong van tapdansen. 
Klompschoen is tevens de benaming van dunne lederen schoentjes die in klompen werden gedragen. 

## Voor- en nadelen van klompschoenen
Klompschoenen hebben een aantal voordelen, maar ook nadelen die ertoe hebben geleid dat ze zijn verdrongen door schoenen op basis van leer en kunststof. Klompschoenen beschermen de voet zeer effectief tegen scherpe grondcomponenten zoals doornen, takken en stenen en zorgen voor langdurige bescherming tegen vocht. Volledig houten klompen beschermen de hele voet, in tegenstelling tot werkschoenen met een stalen neus die alleen bescherming bieden in het gebied van de tenen. In de medische wereld en in keukens worden klompschoenen gedragen vanwege de hygiëne, maar ook tegen uitglijden en omdat klompschoenen goed bestand zijn tegen vocht.
Door de harde en onbuigzame zool veroorzaakten klompen in het verleden schade aan de botten bij de plattelandsbevolking, die de klompschoenen heel vaak droegen. Klompschoenen gaan over het algemeen zeer lang mee. 

### Het buigen van de voet

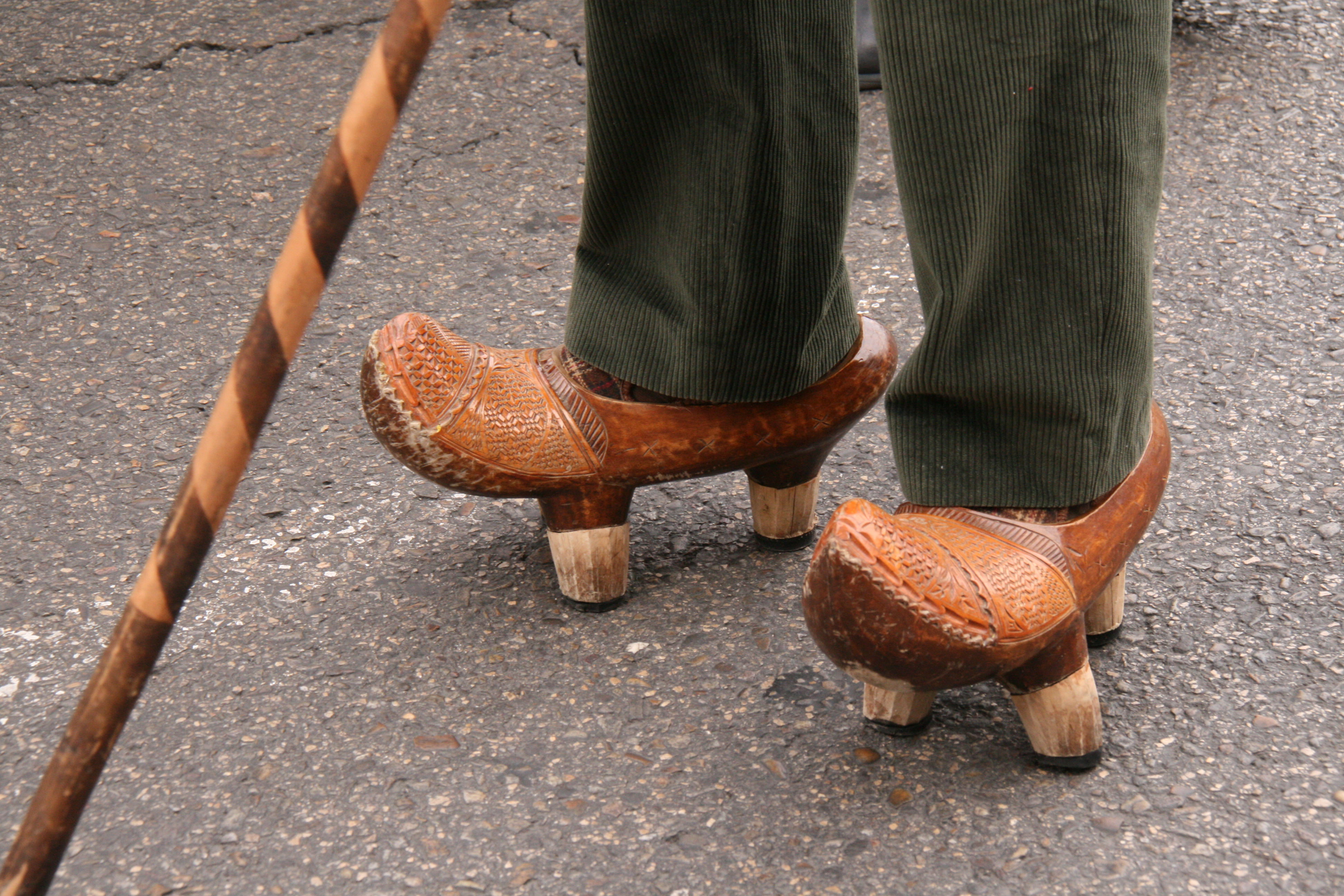
Albarca uit Spanje

Een nadeel van klompen is dat het niet mogelijk is om de zool - en daarmee de voet - te buigen. Omdat de zolen van klompschoenen van hout of ander hard materiaal zijn gemaakt, kunnen klompen niet onder de bal van de voet doorbuigen, zoals zachtere schoenen. Om de voet naar voren te laten rollen, zijn in de meeste klompschoenen de onderkant van de tenen naar boven gebogen. Sommige soorten klompschoenen hebben onder de zool een verhoging in de vorm van extra "voeten", zoals de Spaanse albarca. Bij het lopen draait de schoen dan rond de voorkant van de voorste tenen. Sommige Japanse en Indiase klompschoenen hebben hoge pinnen die aan de zolen zijn bevestigd. De schoen kan dan rond de voorste "pin" draaien terwijl de drager naar voren stapt. Sommige middeleeuwse klompschoenen bestonden uit twee stukken, die werden samengevoegd met een leren strook die als scharnier functioneerde, waardoor de schoen erboven kon buigen. De traditionele, geheel van een stuk hout gemaakte klompen bevatten een zorgvuldig geplaatste ruimte rond de voet, waardoor de voet kan buigen en de hiel in of uit de klomp kan bewegen. Dikke, veerkrachtige wollen sokken zorgen voor flexibiliteit in de pasvorm.

## Soorten
Het type bovenwerk bepaalt hoe de klompschoenen gedragen worden. Klompen, die helemaal uit hout bestaan, moeten nauwsluitend zijn en worden vastgezet tijdens het lopen door de tenen te krullen. Klompschoenen met alleen een houten zool worden daarentegen vastgemaakt met veters of gespen om de voet, waardoor de tenen bij het dragen ontspannen zijn. Sommige soorten open klompschoenen, in het bijzonder types met teensteunen, worden als "teenslippers" gedragen en moeten worden vastgeklemd tussen de grote teen en de daarnaast liggende teen.

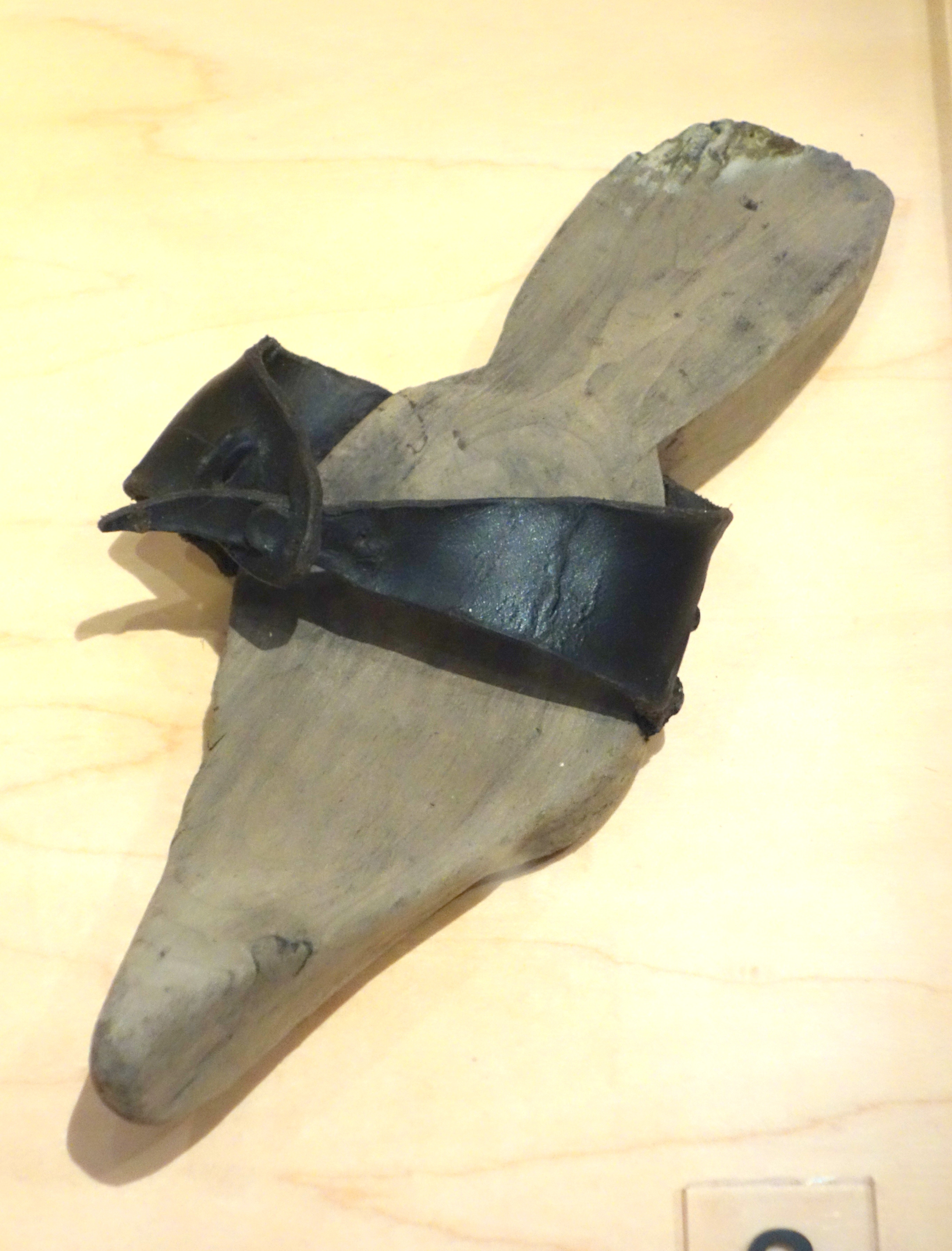
Nederlandse patijn uit ca. 1475-1485.

Uit de archeologie en schilderkunst zijn overschoenen bekend, bestaande uit een houten zool, die over de andere schoen heen kon worden gedragen, zoals de patijn.

### Materiaal
Vooral naaldhout is geschikt voor de vervaardiging van geheel gesloten houten klompen. In Nederland en Duitsland wordt tegenwoordig bijna alleen populierenhout gebruikt. Esdoornhout wordt zelden gebruikt. In het verleden werd ook het duurdere wilgen- en elzenhout gebruikt. 
In Frankrijk werd vooral berkenhout en hout van zwarte populieren gebruikt, maar ook en vooral het hard en massieve beukenhout. Vooral de schippers van de Loirerivier gaven de voorkeur aan klompen van populier of wilg, die minder glad zouden zijn.
Klompen worden gesneden uit een blok vers hout. Droog hout is te bros, het zou bij bewerken veel te makkelijk kunnen splijten. Vers hout heeft een betere verwerkbaarheid.
Modernere klompschoenen kunnen gemaakt zijn van rubber, kunststof, kurk etc.

## Oorsprong en geschiedenis

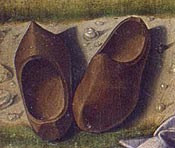
Klompen in een schilderij uit de 14e eeuw

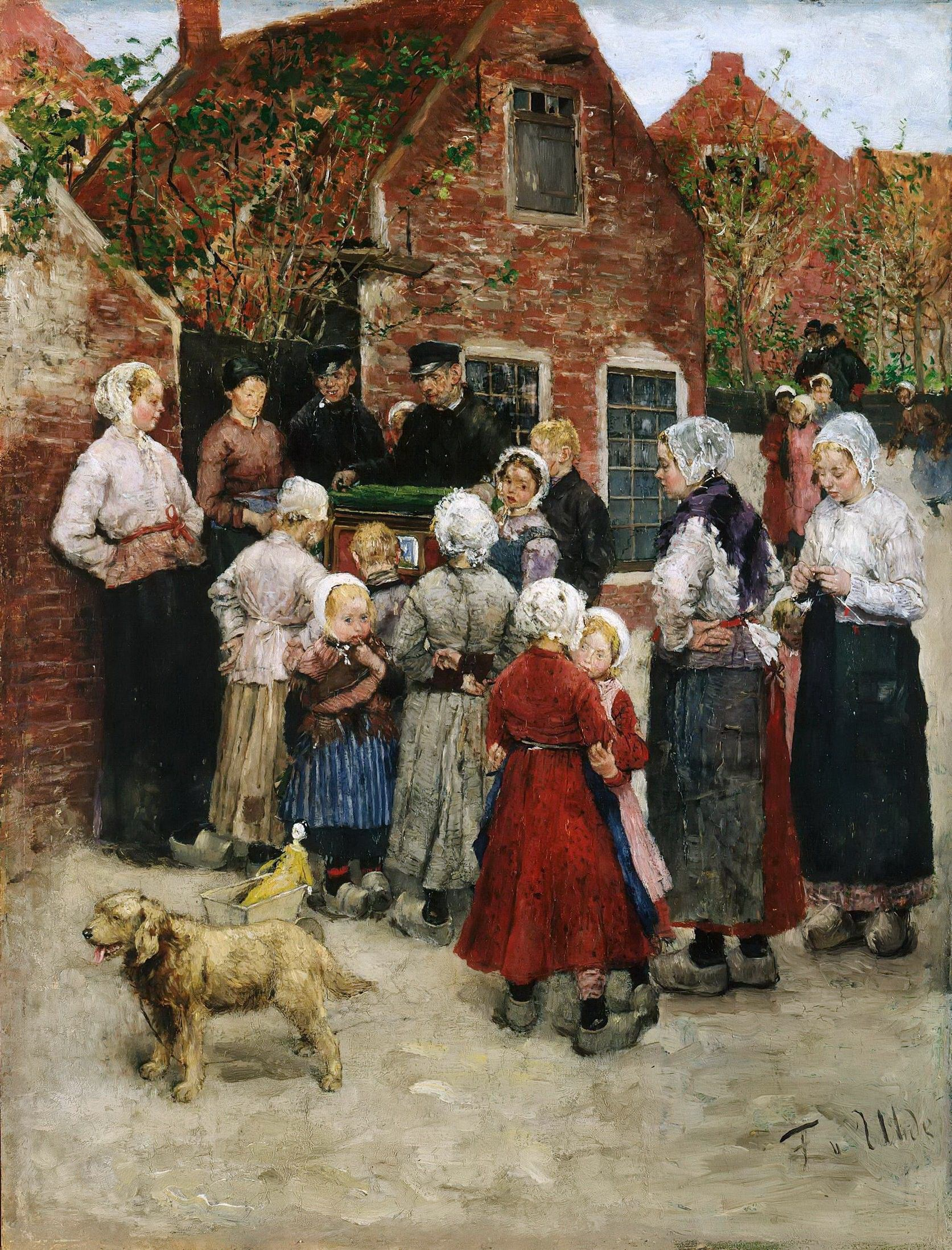
Op dit schilderij uit 1883 van Fritz von Uhde, geschilderd in de Nederlandse stad Zandvoort, worden klompen getoond als het normale schoeisel van de 19e-eeuwse stedelingen.

De oorsprong van houten schoeisel in Europa is niet precies bekend. De Boer-Olij verwijst naar de hoge laarzen met dikke zolen van de Griekse tragediespelers in de klassieke oudheid (de kothurn) en naar de schoenen van Romeinse soldaten (de caligae). Het is echter mogelijk dat de Keltische en Germaanse volkeren uit Zuid- en Noord-Europa al zonder Romeinse invloed bekend waren met houten schoeisel. Archeologische vondsten hiervan zijn echter niet bekend. Houten schoeisel eindigde vaak als brandhout en vanwege zijn aard zal hout op den duur wegrotten. Het oudste bewaard gebleven houten schoeisel in Europa is gevonden in Amsterdam en Rotterdam, Nederland, en dateert uit 1230 en 1280. Deze vondsten lijken sterk op de klompen die nog steeds in Nederland worden gedragen.

## Vervaardiging
Omdat houten schoeisel oorspronkelijk met de hand gemaakt werden, laten zowel de vorm als het productieproces grote lokale en regionale verschillen zien. Aan het begin van de 20e eeuw werd machinaal vervaardigd houten schoeisel geïntroduceerd. Na de Tweede Wereldoorlog verdwenen klompen uit zicht. Ze werden vervangen door modieuzere schoenen van volledig leer of van synthetisch materiaal. Later werden de zogenaamde Zweedse klompen (met houten zool  en leren bovenkant) als trendy mode-item gezien, soms uitgevoerd als dameslaars met hoge hak. Desalniettemin is traditioneel houten schoeisel nog steeds populair in verschillende regio's in Europa en in sommige beroepen vanwege het praktische gebruik ervan. Lokale varianten worden daarbij vervangen door uniforme nationale modellen.

## Fotogalerij
Hieronder staan verschillende klompschoenen uit allerlei  landen. Zoals bij veel voorwerpen uit de volkscultuur zijn de landsgrenzen minder van belang voor de fabricage en het gebruik, maar eerder regio's, die over de grens kunnen doorlopen. In sommige landen bestaan er daarom ook meerdere soorten. De Deense, Duitse, Nederlandse, Belgische en Noordwest-Franse klompen lijken dan ook veel op elkaar. 

### Traditionele klompschoenen uit Europa

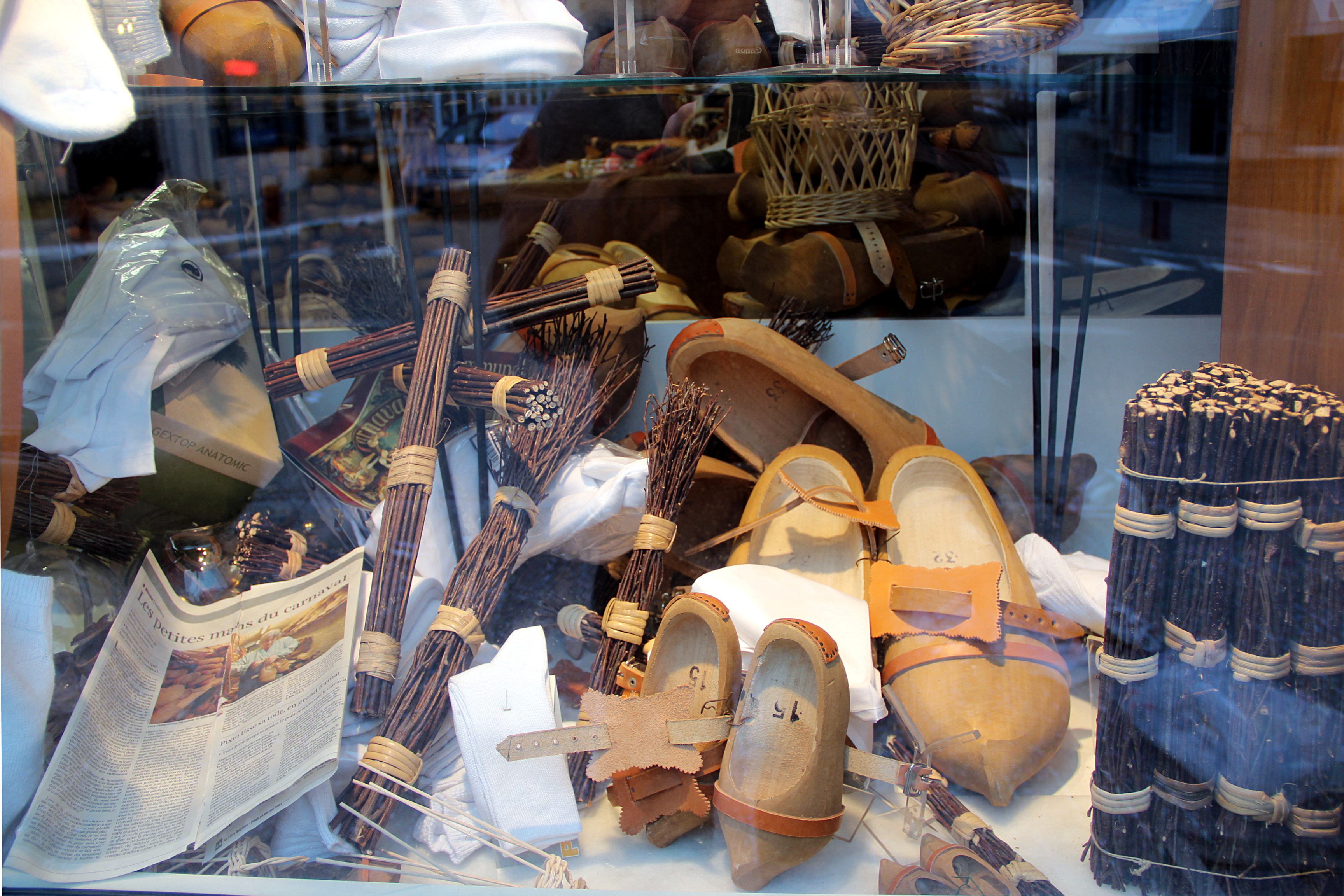
Belgische klomp (sabot)
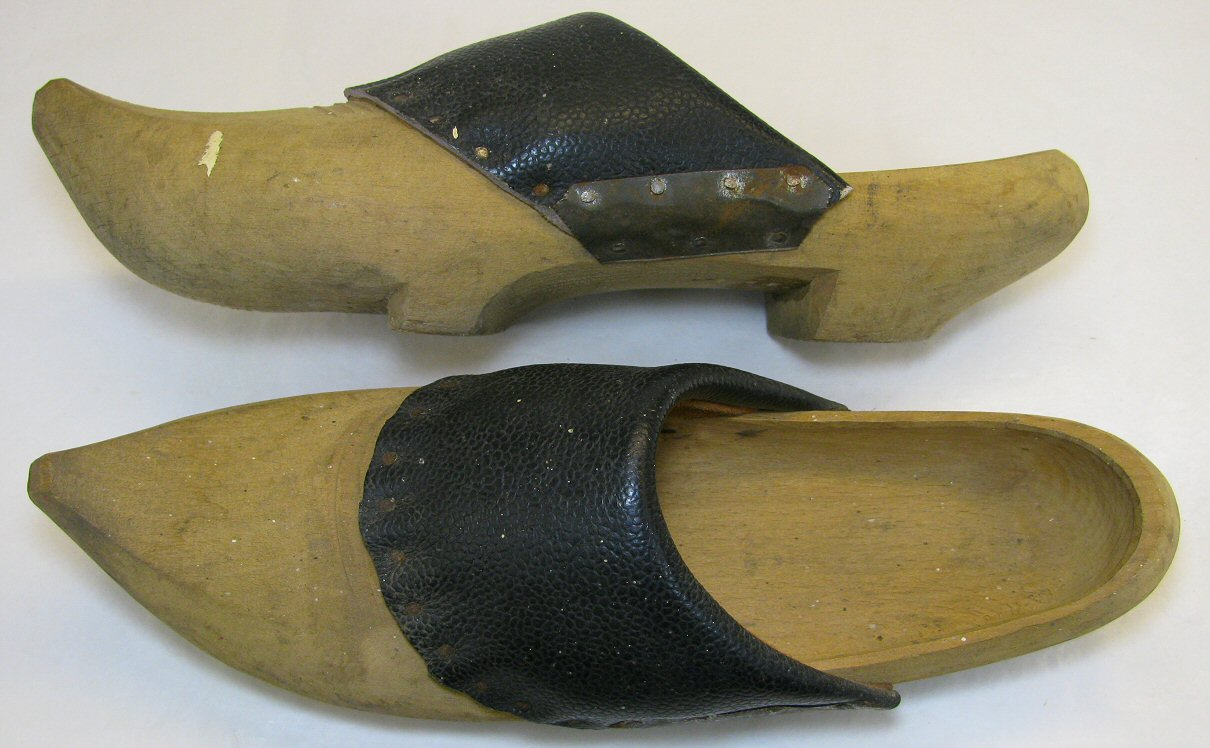
Træsko uit Denemarken
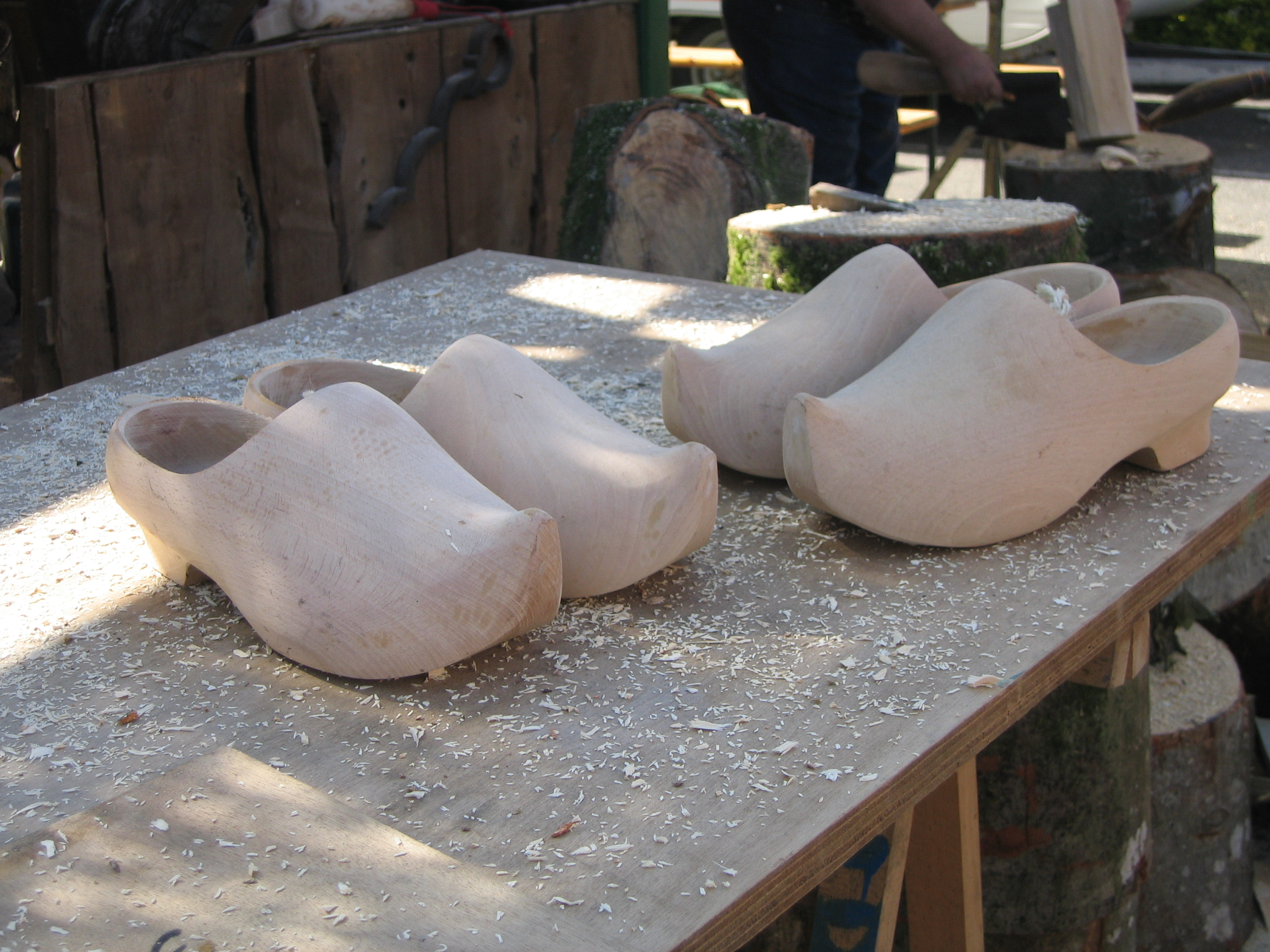
Frankrijk
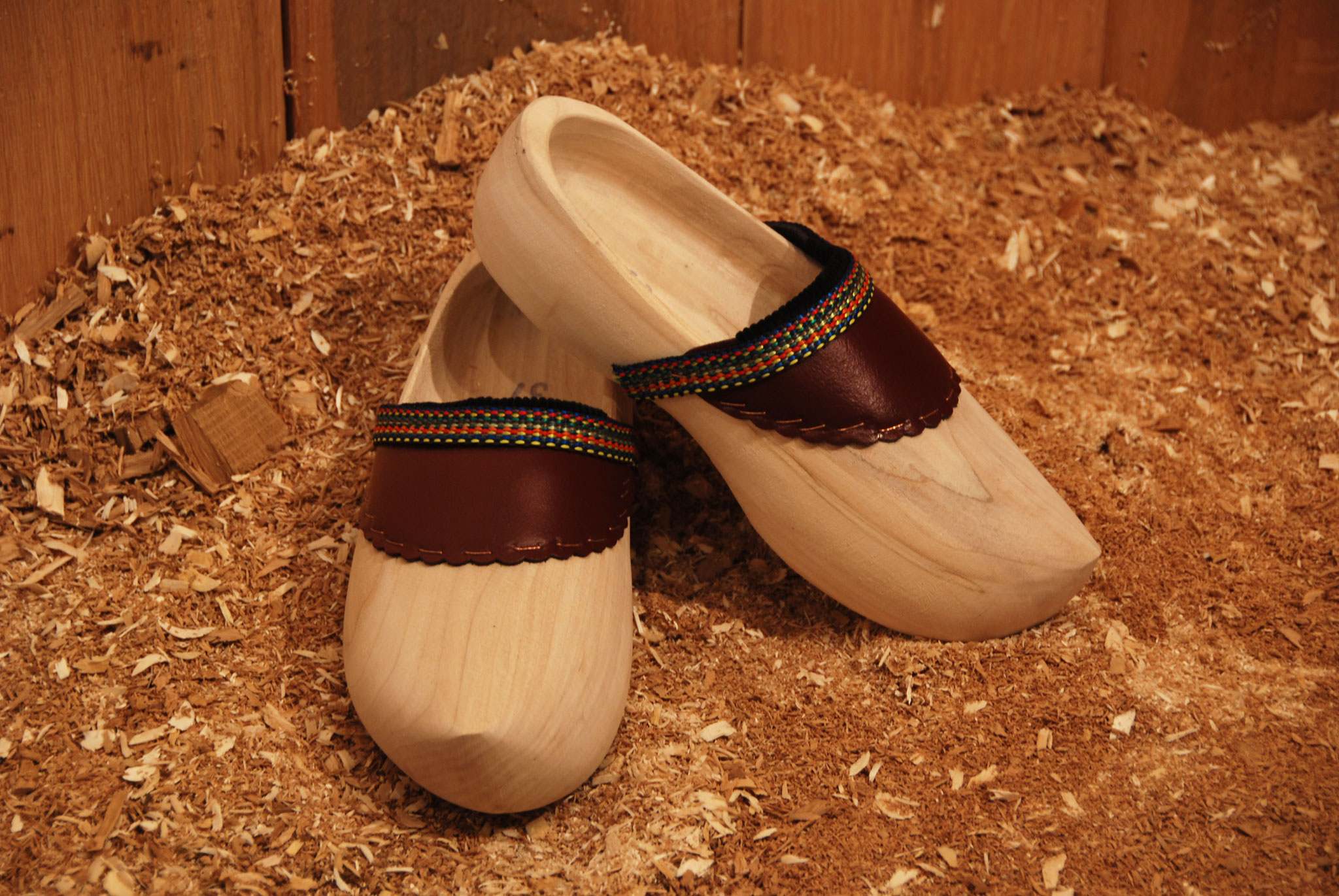
Duitsland
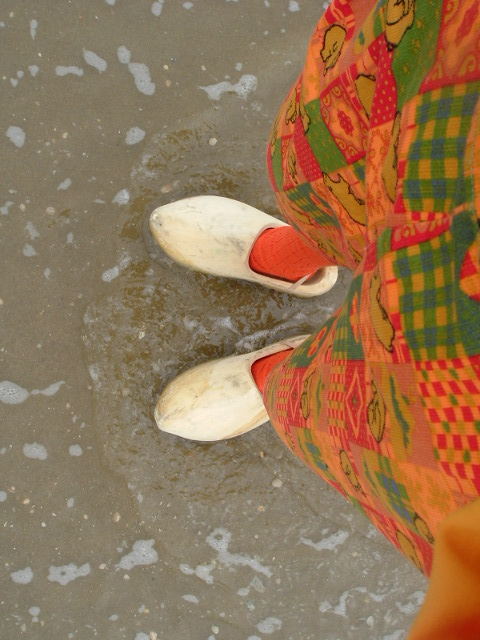
Watervaste klompen uit de kustgebieden van de Noordzee
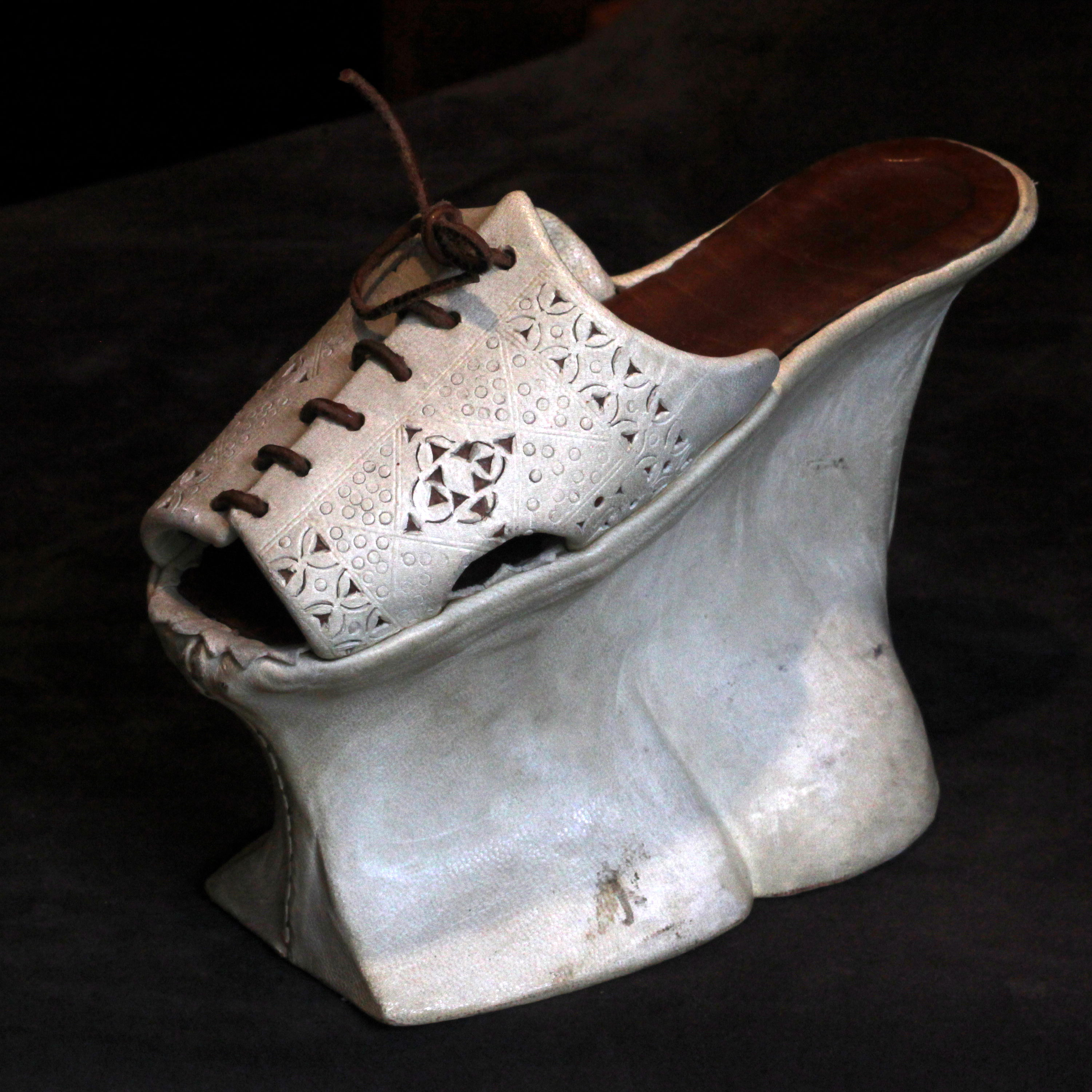
Reconstructie van een Venetiaanse chopine
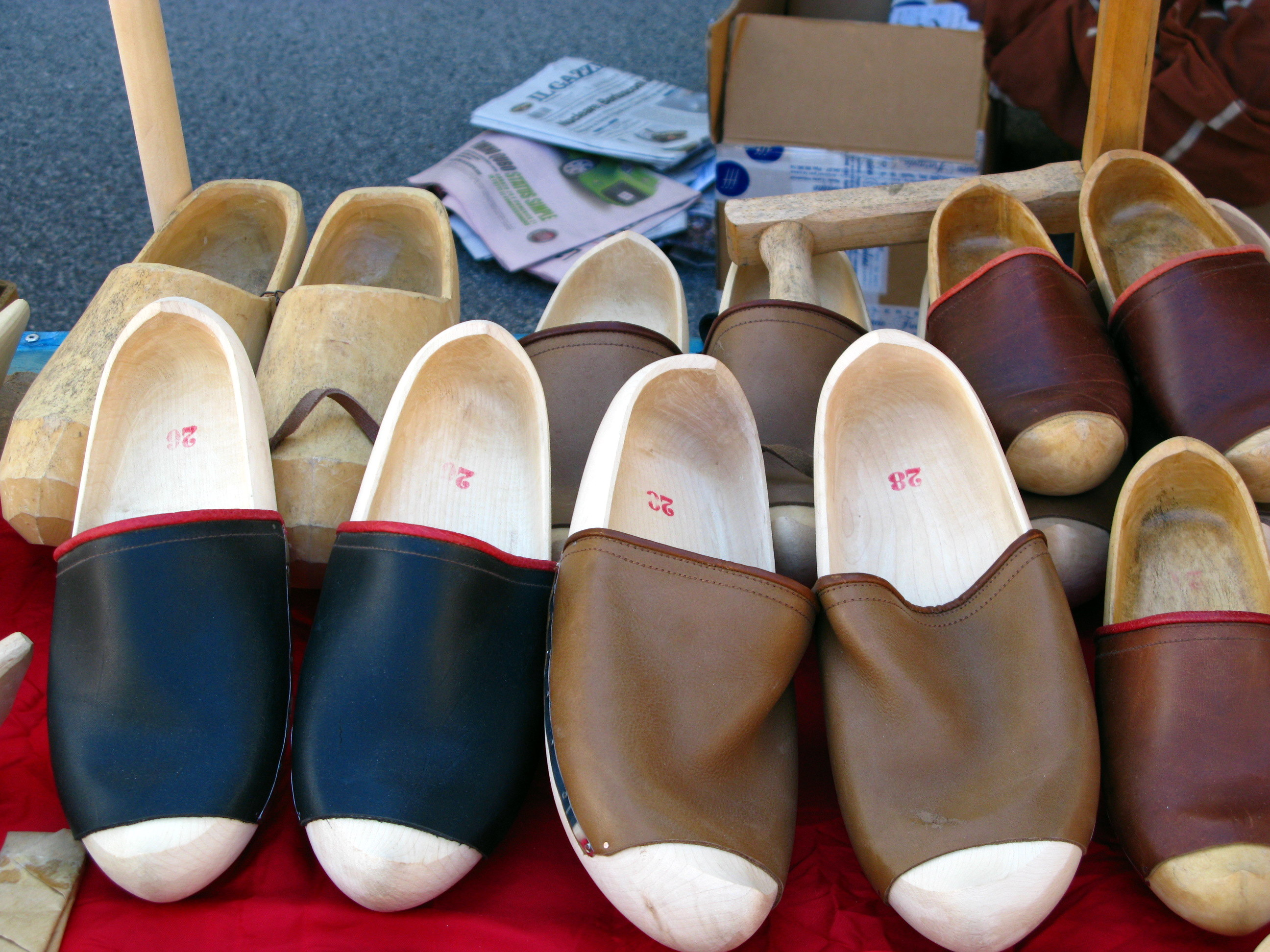
Zoccolo uit Italië
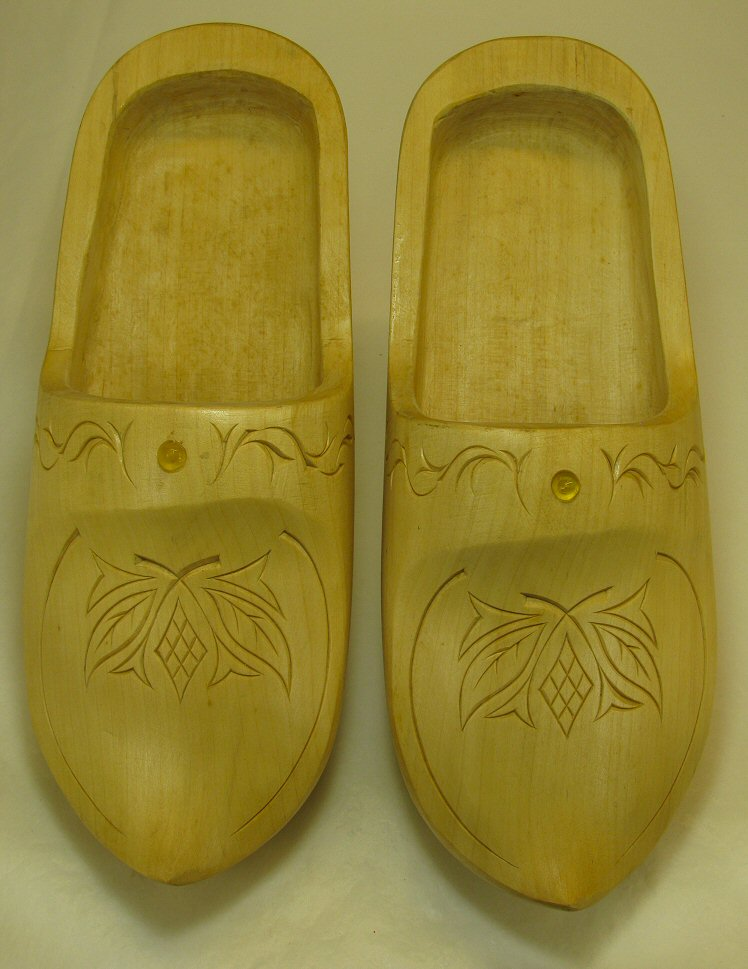
Litouwen
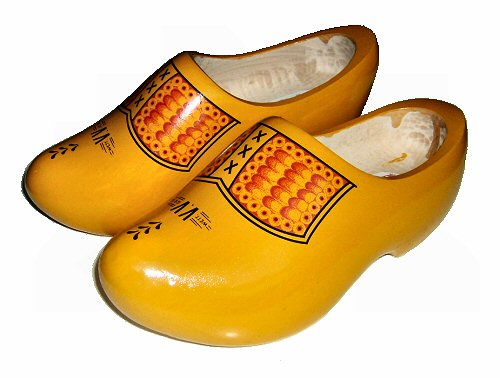
Nederlandse klomp
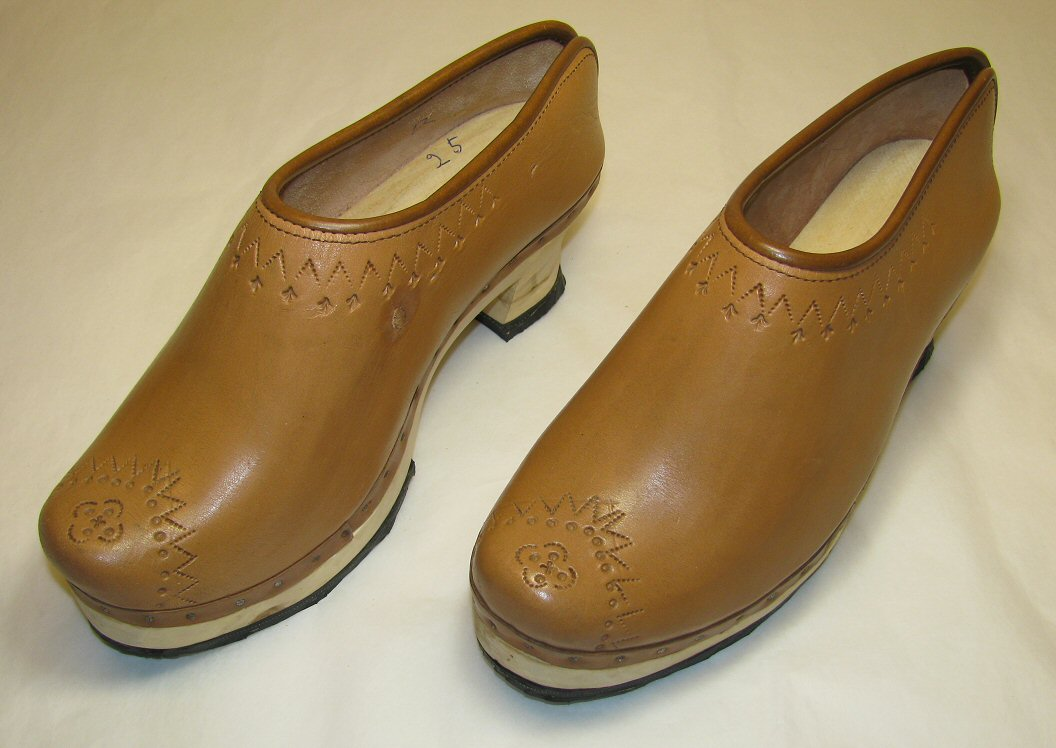
Tamanco uit Portugal
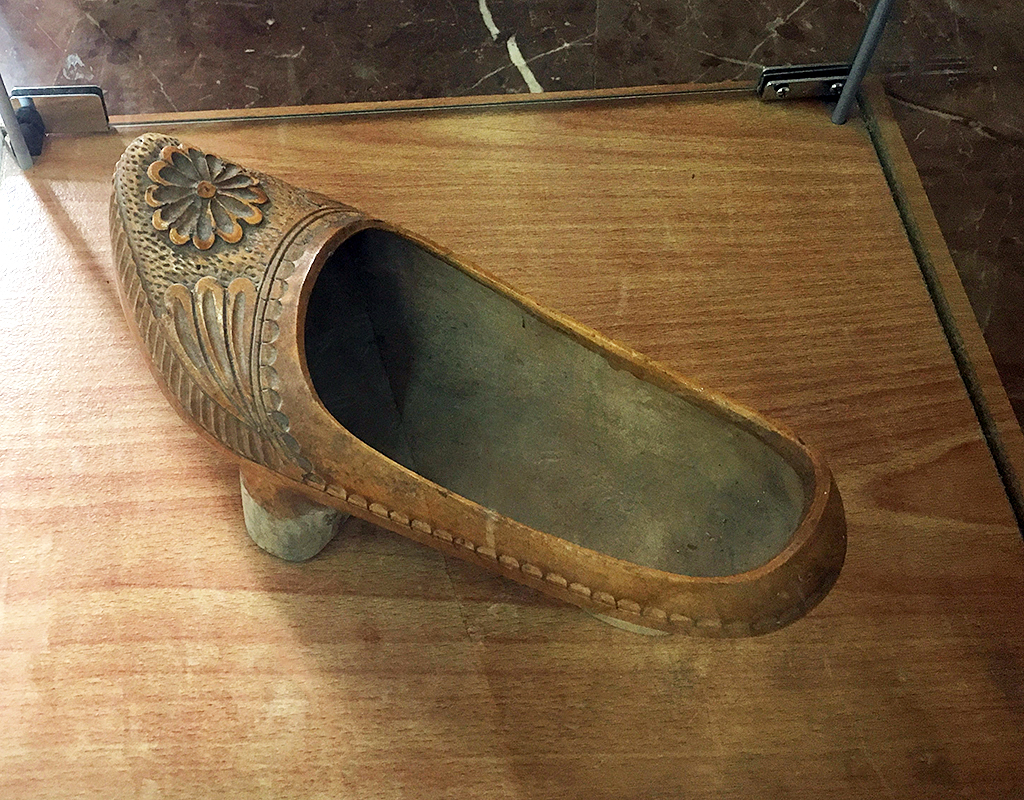
Albarca uit Spanje
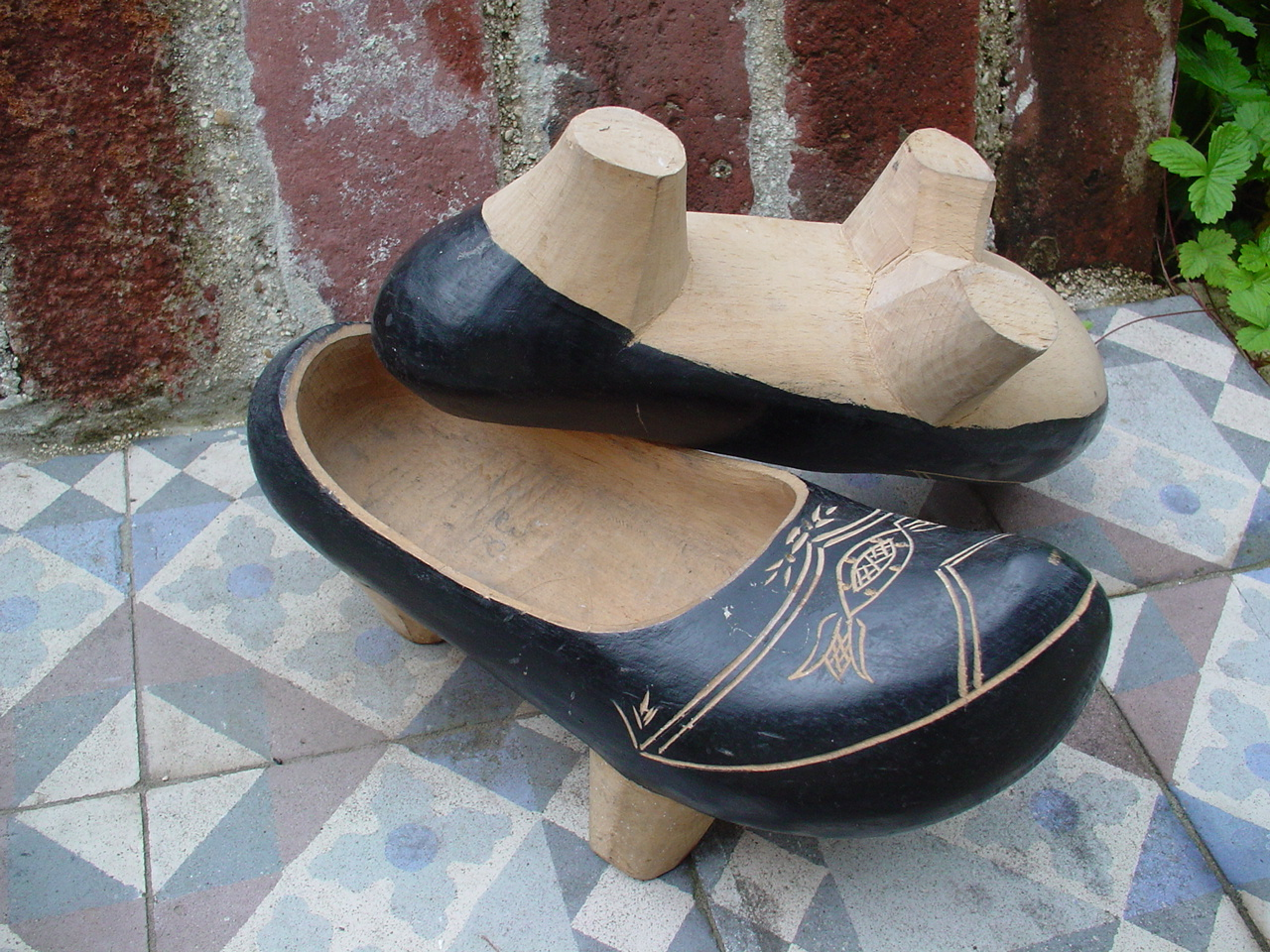
Albarca uit Spanje
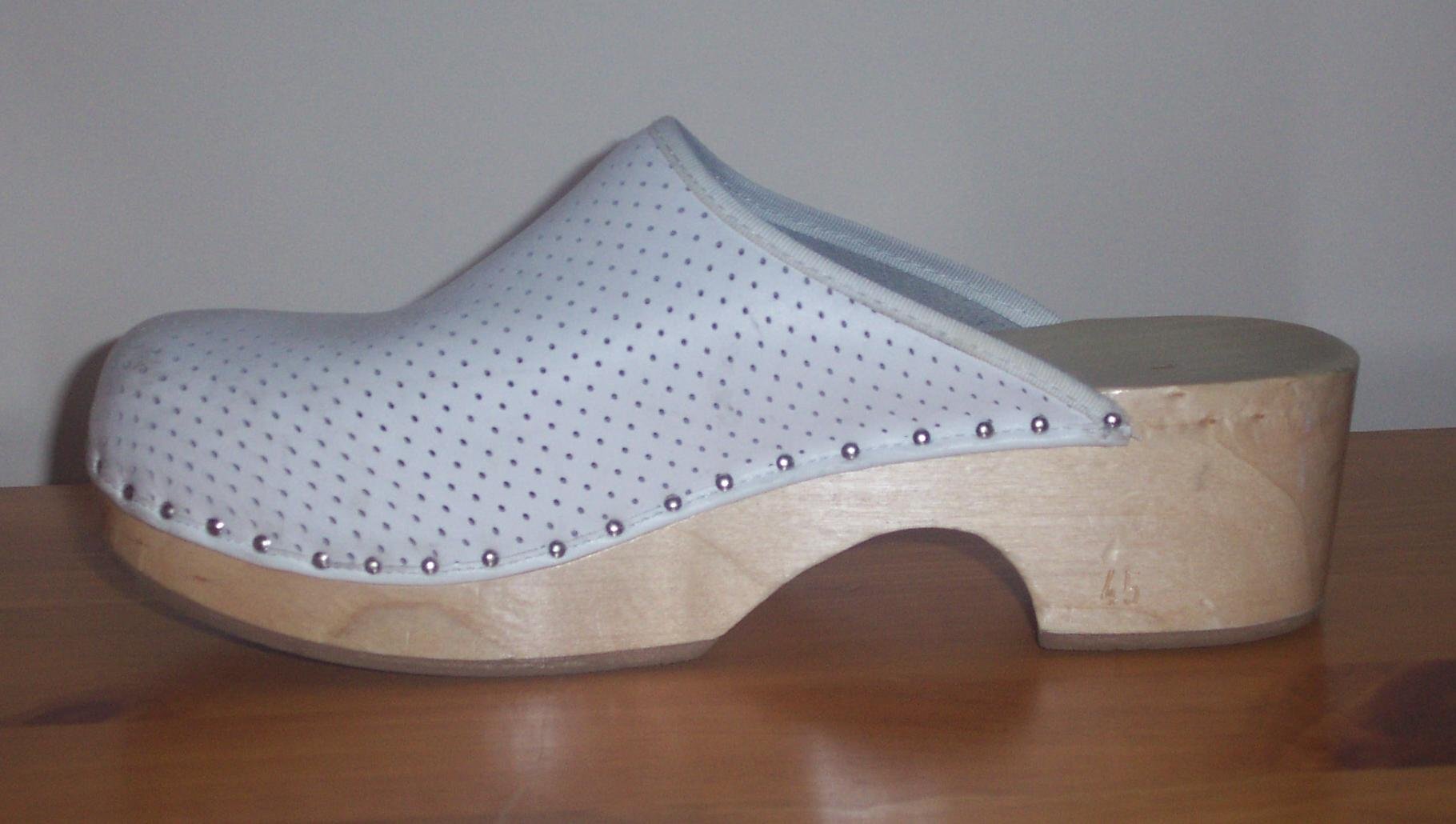
Träskor uit Zweden
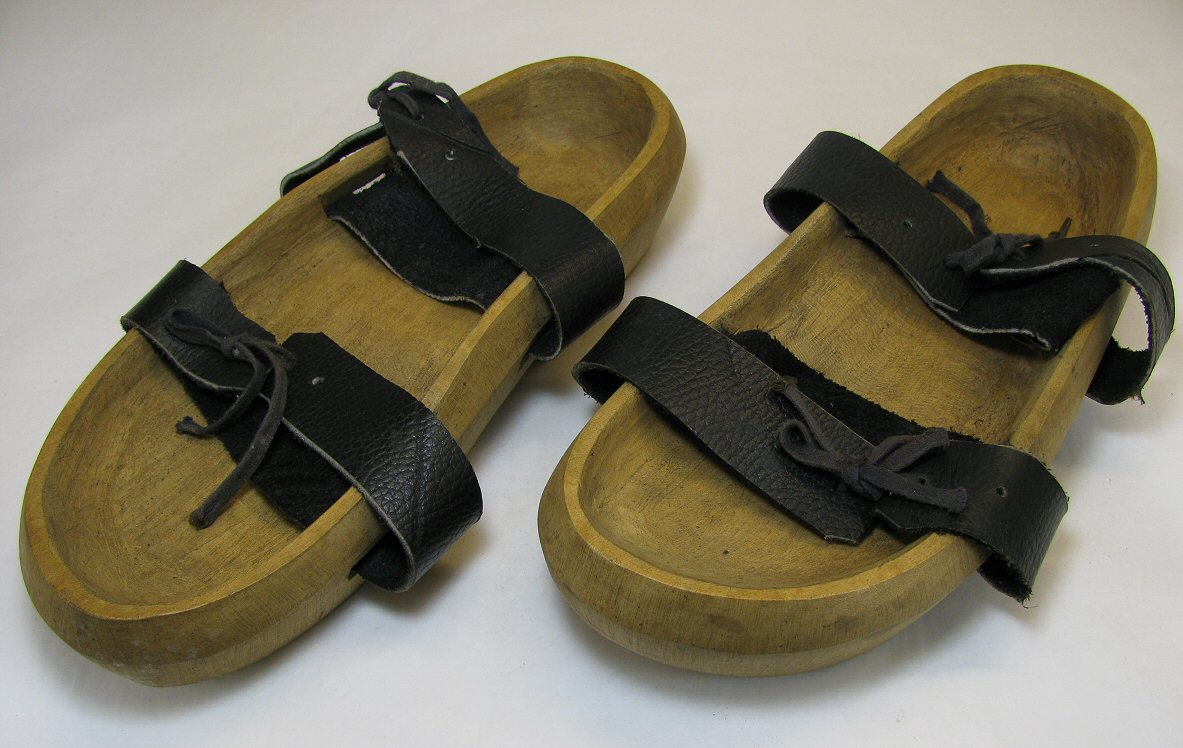
Zoggeli uit Zwitserland
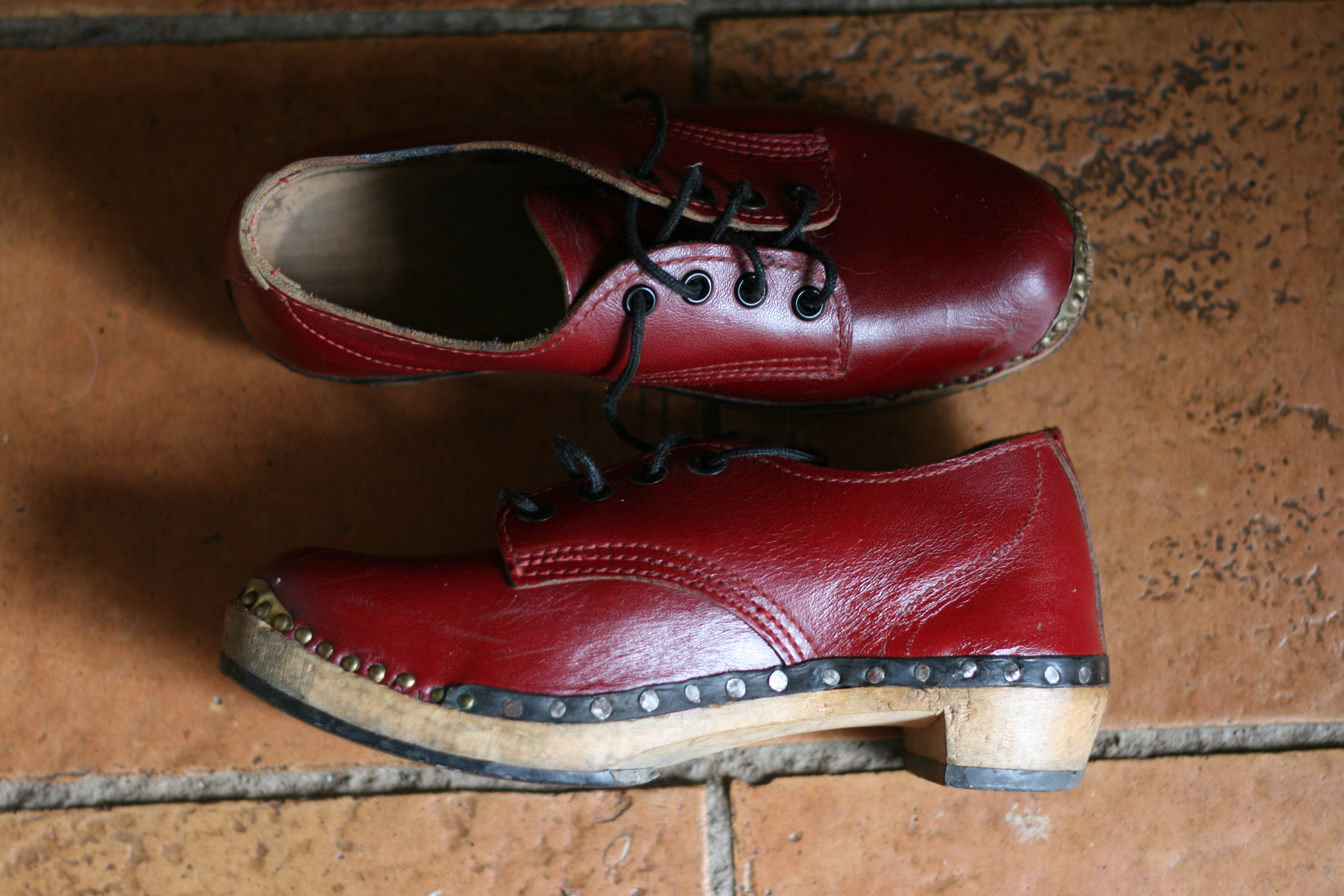
Klomschoen met leren bovenzijde, Engeland

### Traditionele klompschoenen uit Azië

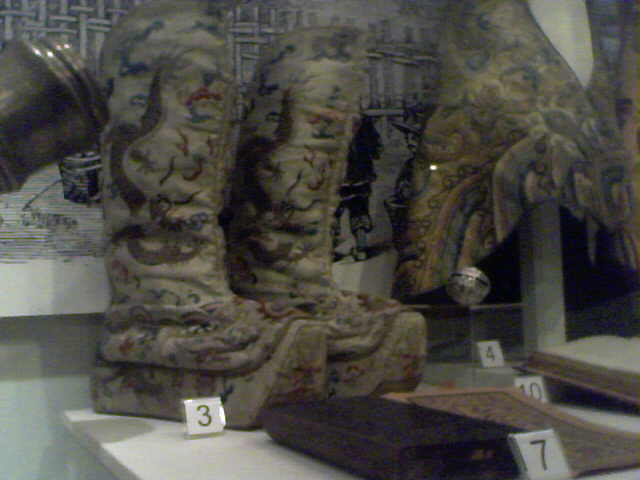
Tai-Ping laarsen, China
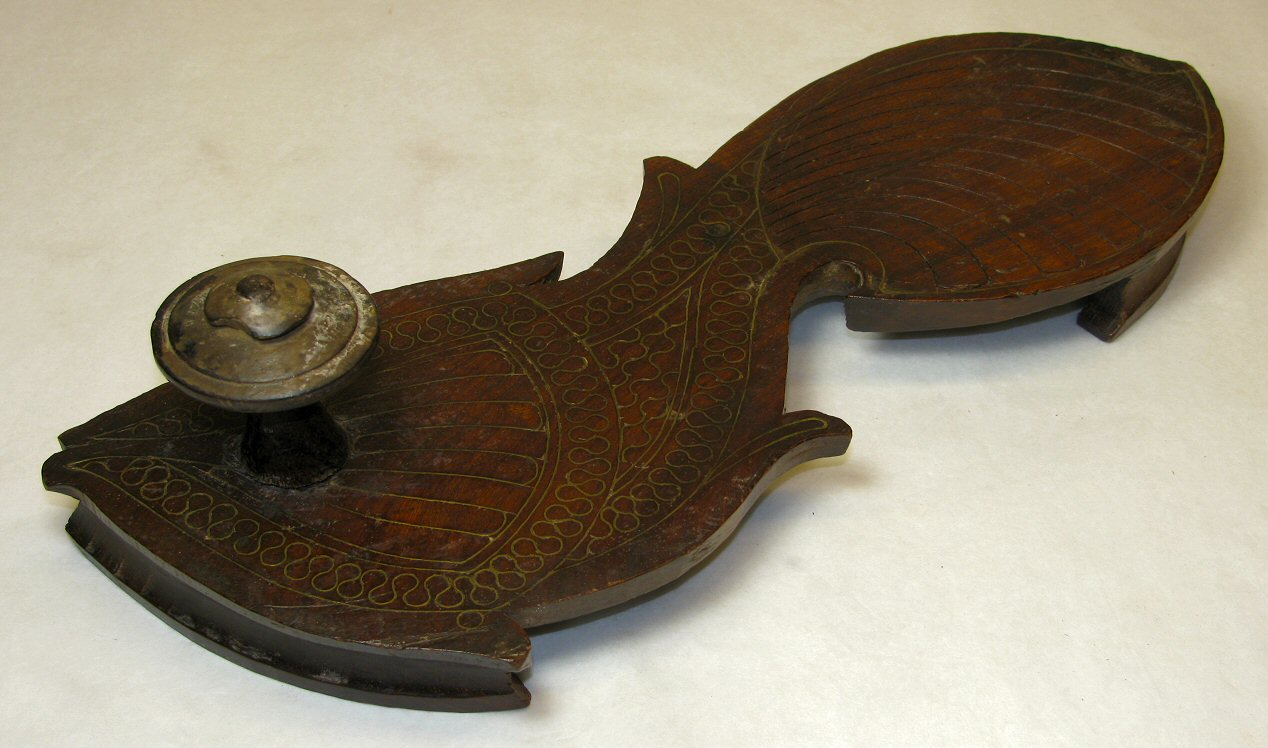
Paduka, India
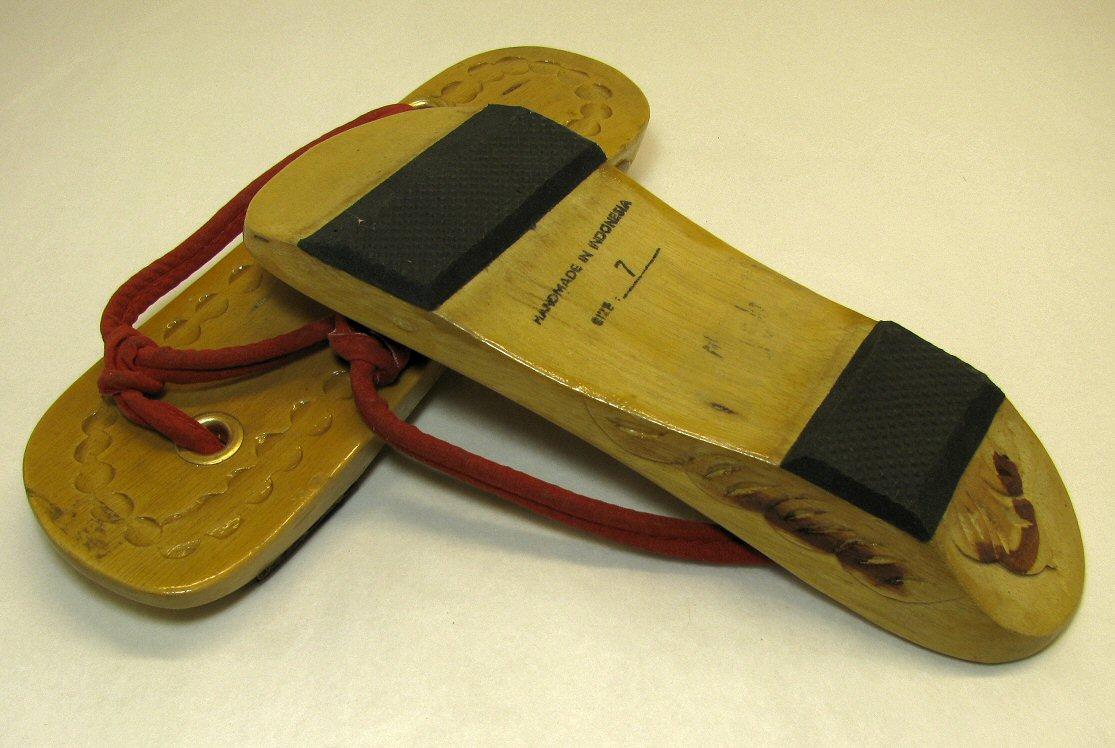
Bakiak, Indonesië
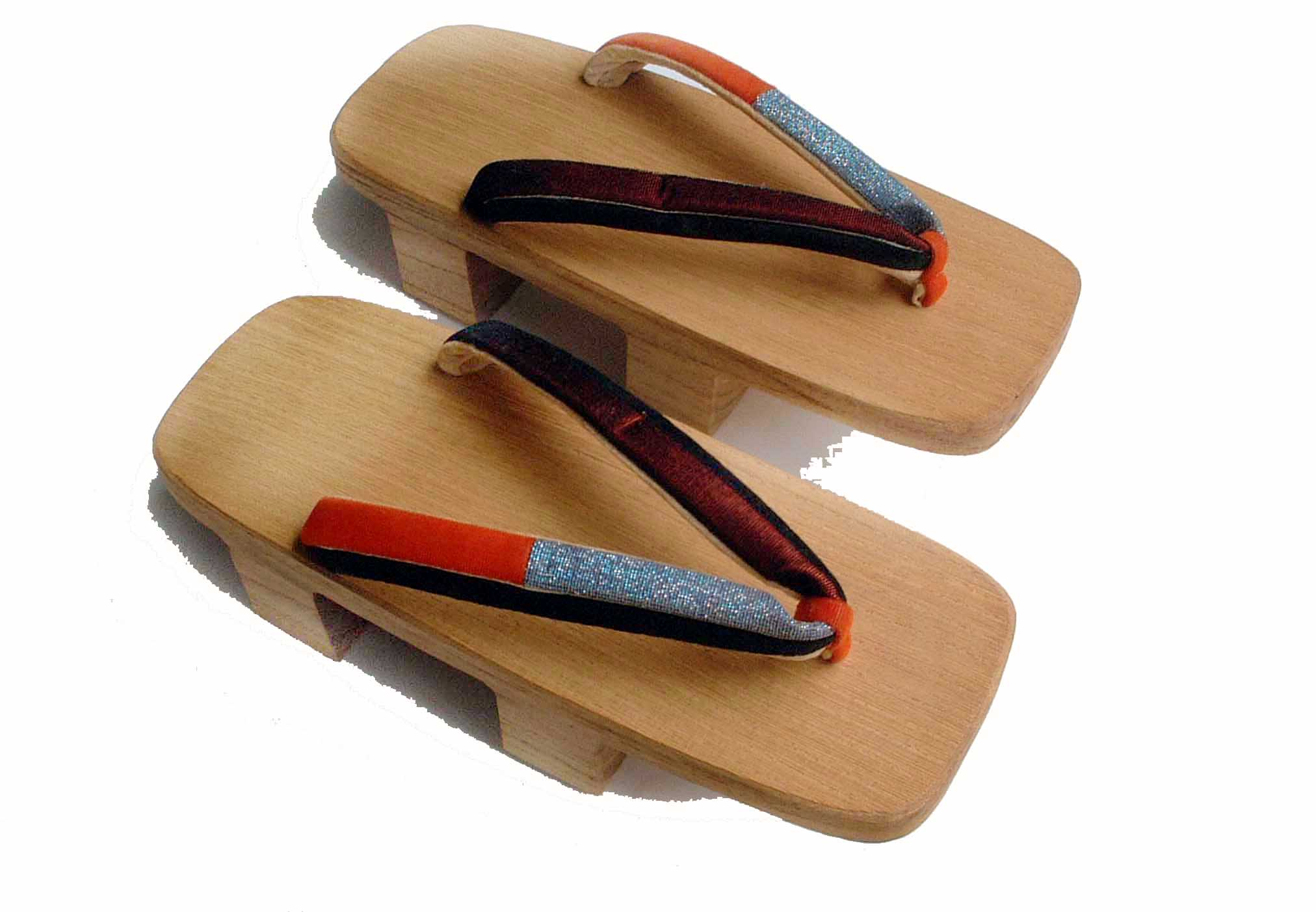
Geta, Japan
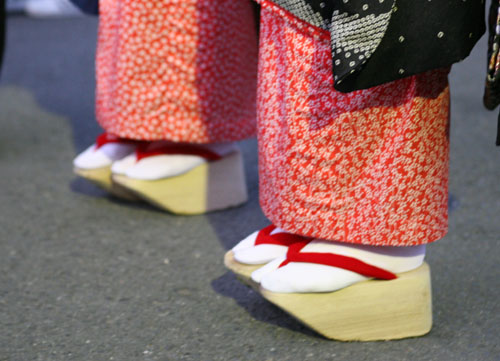
Okobo, Japan
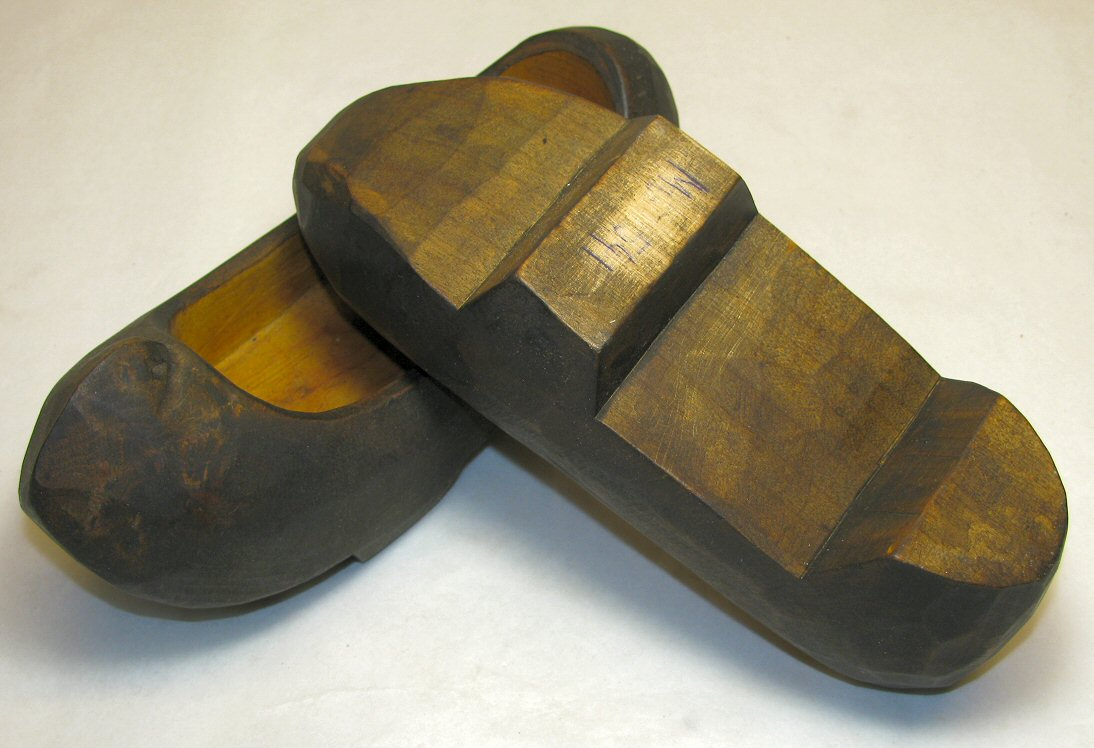
Namaksin, Korea
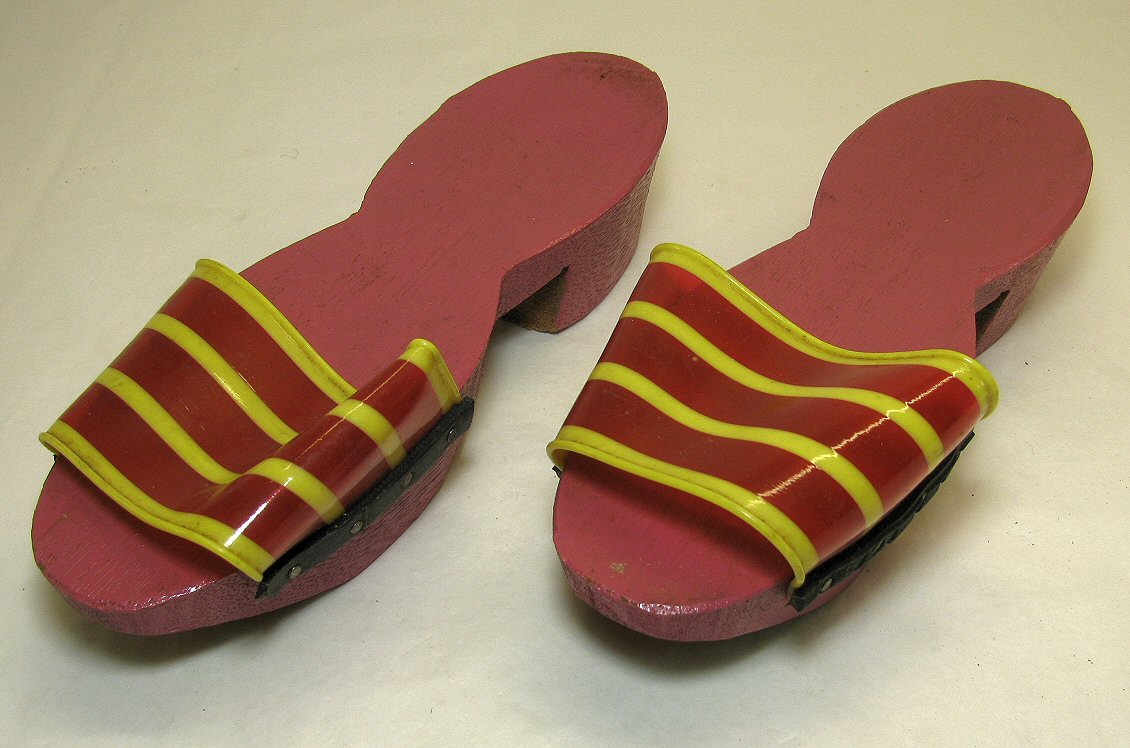
Terompah, Maleisië
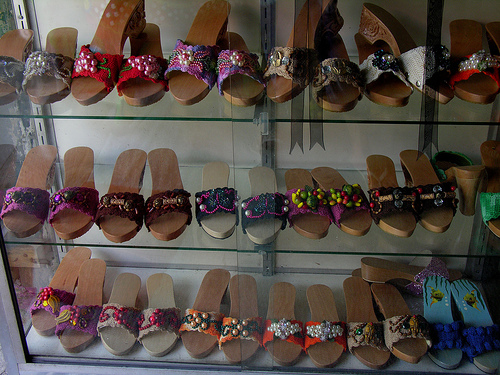
Bakya, Philippijnen
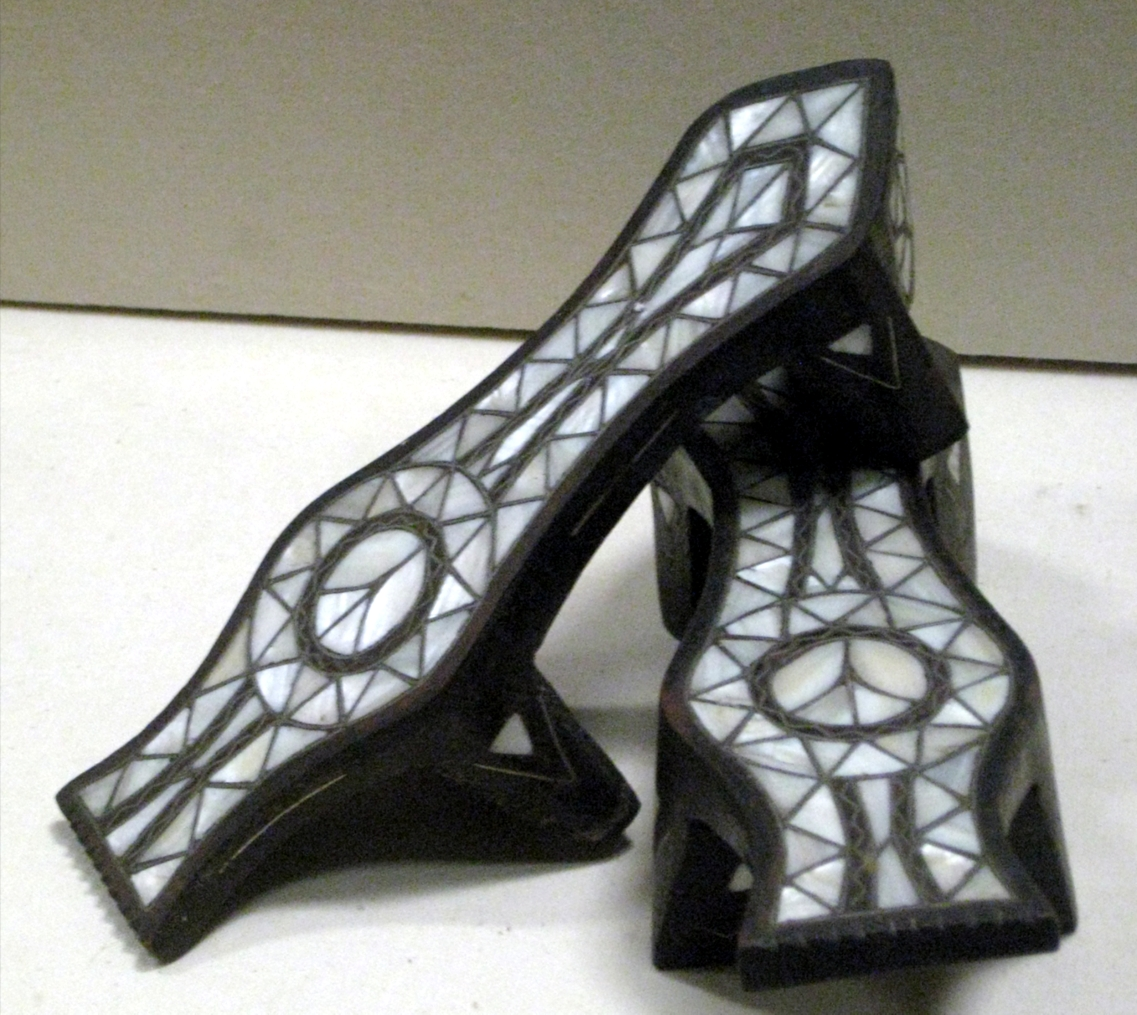
Nalin, Turkijë

## Klompschoenen en mode

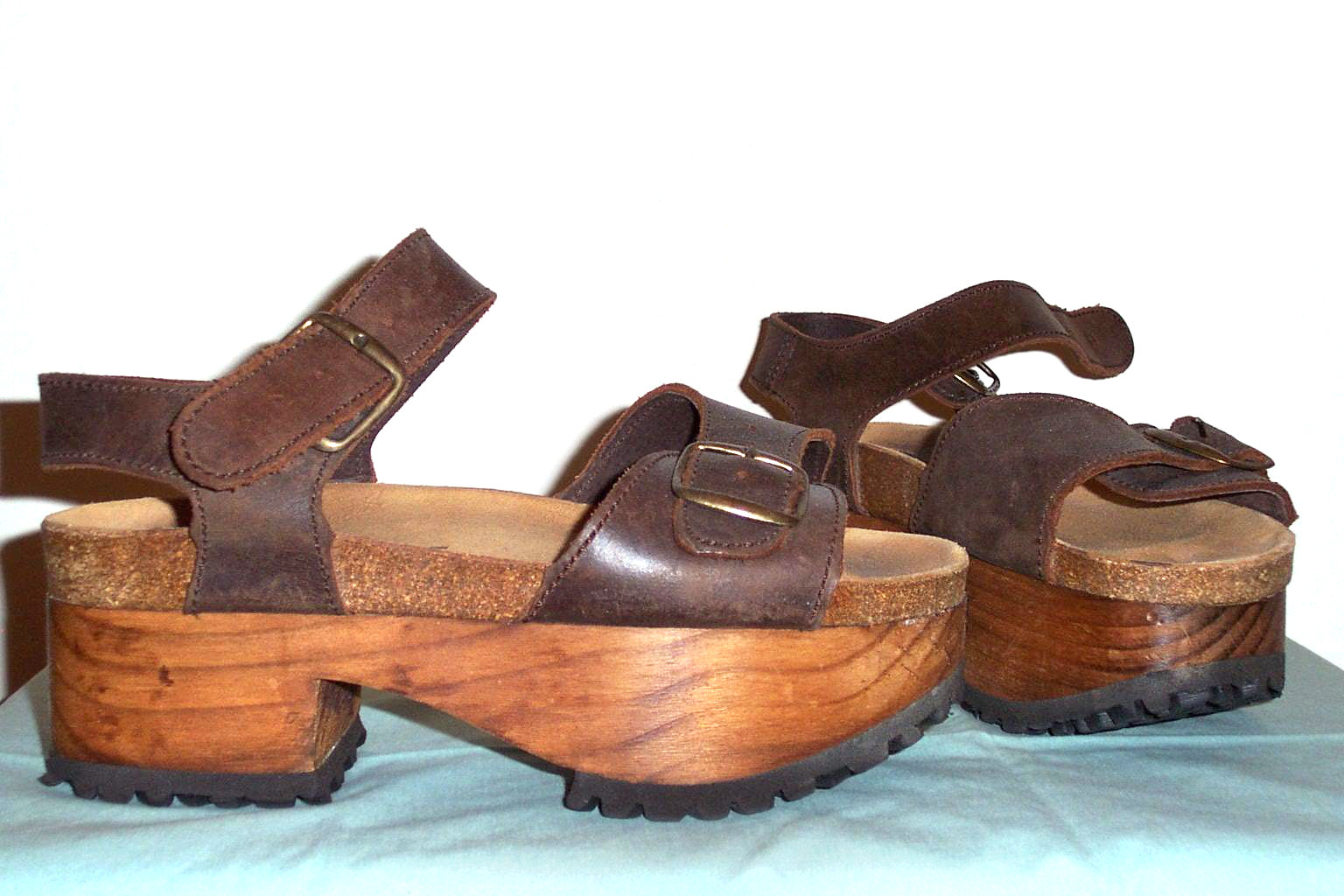
Plateau-sandaalklomp, met kurken binnenzool en rubberen onderzool

In de jaren zeventig en tachtig van de twintigste eeuw werden Zweedse klompen populaire modeaccessoires voor zowel mannen als vrouwen. Ze werden meestal zonder sokken gedragen.
In de jaren 1980 en 1990 verschenen Zweedse klompen opnieuw in de damesmode. Ze werden uitgevoerd met hoge plateauzolen, tot 6 of zelfs 8 centimeters. De dikke middenlaag was vaak gemaakt van massiefkurk, hoewel sommige alleen van plastic waren met een kurken bekleding. 
In 2007 introduceerden Nederlandse ontwerpers Viktor & Rolf Nederlandse klompen met hoge hakken op de catwalk, met hun wintercollectie van 2007/08. In 2010 keerden Zweedse klompen voor dames weer terug in de lente/zomer 2010 collectie van Chanel en Louis Vuitton. 

## Musea
- Bata schoenenmuseum, Canada
- Internationaal Klompenmuseum Eelde, Nederland
- Bai Mi, Taiwan
- Clitheroe Castle Museum, Lancashire, VK